# 太子公路

太子公路（英語：Princes Highway），又譯太子公路、皮連士公路，是澳大利亚的一条公路，為該國的主幹道，於1920年開通。太子公路从悉尼沿著海岸一直延伸至阿德莱德，途经新南威尔士州、维多利亚州和南澳大利亚州。它的长度为1,941公里。